# سیارک ۲۱۴۲۱
سیارک ۲۱۴۲۱ (به انگلیسی: 21421 Nealwadhwa، نامگذاری:1998FJ78) بیست و یک هزار و چهارصد و بیست و یکمین سیارک کشف شده‌است که در ۲۴ مارس ۱۹۹۸ کشف شد.
قدر مطلق سیارک برابر ۱۴.۱ است.